# Reconquête

Alternatives Logo

Reconquête (Eigenschreibweise: Reconquête!; kurz R! oder REC; deutsch Rückeroberung) ist eine rechtsextreme Partei in Frankreich, die im Jahr 2021 von Éric Zemmour gegründet wurde.

## Gründung
Die Partei wurde im April 2021 zur Unterstützung der Präsidentschaftskandidatur Éric Zemmours als Les amis d’Éric Zemmour gegründet und im Dezember 2021 in Reconquête (französisch für Reconquista, wörtlich übersetzt: Rückeroberung) umbenannt. Sie erhielt vor allem aus dem Rassemblement National, Identitären und rechtsgerichteten Mitgliedern von Les Républicains Zulauf.

## Einordnung
Der französische Rechtsextremismus-Experte Jean-Yves Camus ordnet Reconquête der identitären Bewegung zu.
Ein eigenständiges, vom Spitzenkandidaten Éric Zemmour unabhängiges Parteiprogramm verfolgt Reconquête nicht. Das Wirtschaftsprogramm Zemmours steht laut französischen Medien zwischen Sarkozy und Donald Trump. „Patriotismus, Liberalismus und Kaufkraft“ nennt BFM Business als Schlagworte. Zu den Schwerpunkten gehören Maßnahmen, die im Deutschen allgemein als neoliberal klassifiziert sind, wie zum Beispiel Senkung der Sozialabgaben und Senkung der Unternehmenssteuern.

## Mitglieder und Organisation

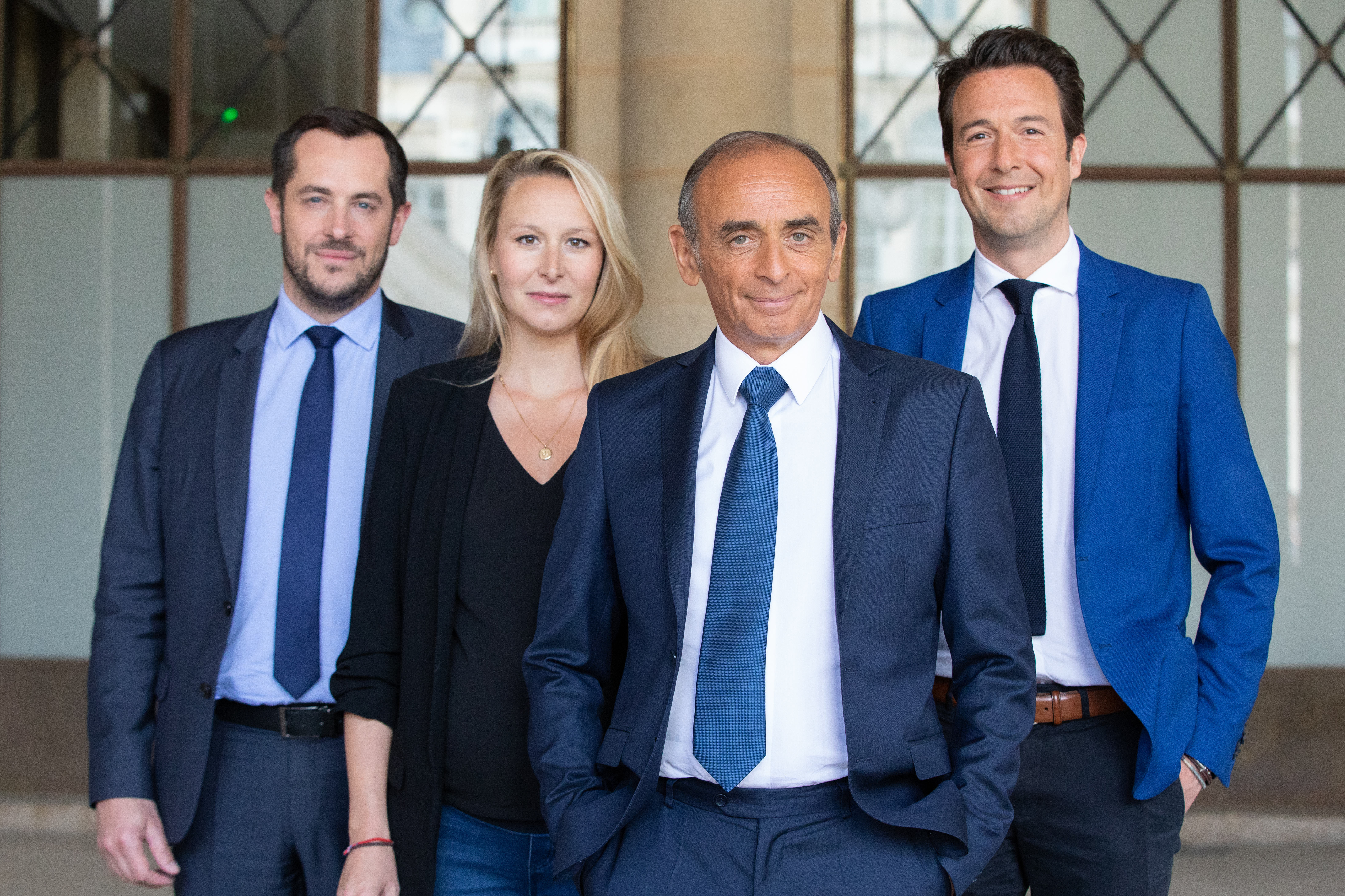
Éric Zemmour, Marion Maréchal, Guillaume Peltier, Nicolas Bay, April 2022

Am 25. Januar 2022 wurde offiziell eine Mitgliederzahl von 85.000 festgestellt. Am 8. Februar 2022 erklärte die Partei, dass sie die Zahl von 100.000 Mitgliedern überschritten habe. Damit ist Reconquête die zweitgrößte französische Partei nach Les Républicains.
Zu den prominenten Mitgliedern zählen außer den Vorständen noch Gilbert Collard (Ehrenpräsident), Christine Boutin, Philippe de Villiers, Patrick Buisson und Marion Maréchal. Nach der Wahl haben bekannte Personen die Partei verlassen; darunter der frühere stellvertretende Vorsitzende Jérôme Rivière.
Die Partei wird seit 2022 durch ein Exekutivbüro geleitet. Dieses wird von Éric Zemmour geführt und besteht aus einem Vorsitzenden, drei stellvertretenden Vorsitzenden (die auf Vorschlag des Vorsitzenden vom Kongress gewählt werden) und ein bis drei Mitgliedern, die vom Vorsitzenden ernannt werden. Dies sind derzeit Stanislas Rigault und Sarah Knafo.
Die Jugendorganisation heißt Génération Z (Génération Zemmour); sie wurde im Februar 2021, also noch vor der Partei, gegründet. Vorsitzender ist Stanislas Rigault.
Die Partei finanziert sich zum Teil durch Mitgliedsbeiträge; bei einem Mitgliedsbeitrag von 30 Euro und 100.000 Mitgliedern sind dies Einnahmen von 3 Millionen Euro pro Jahr. Als Spendensammelverein trat das Kollektiv „Les Amis d’Éric Zemmour“ auf. Die Sammlungen wurden von Julien Madar koordiniert, der zuvor im Team Emmanuel Macrons gearbeitet hatte.
Im Dezember 2022 wurde das Netzwerk Parents vigilants (Wachsame Eltern) von Aktivisten der Partei nach der Niederlage bei den Wahlen im selben Jahr gegründet. Die Elternvereinigung ist dafür bekannt, dass sie Lehrer, Schulleiter und pädagogisches Personal unter Druck setzt und sogar bedroht.

## Einflussnahme auf die französischsprachige Wikipedia
Der französische Journalist Vincent Bresson deckte auf, dass eine Gruppe um den Zemmour-Mitarbeiter Samuel Lafont über eine Gruppe namens WikiZédia versucht hat, die Politik der Reconquête und Zemmours in der Wikipédia positiv darzustellen. Daran war ein wichtiger Finanzier der Wikipédia namens Gabriel beteiligt, der unter seinem Pseudonym Cheep für 150.000 Bearbeitungen in der französischsprachigen Wikipedia steht.

## Wahlergebnisse

### Nationalversammlung 2022
In der ersten Runde der französischen Parlamentswahlen am 12. Juni 2022 erreichte keiner der Kandidaten von Reconquête die Stichwahl (auch Éric Zemmour nicht). Reconquête erzielte landesweit 4,24 % der abgegebenen Stimmen.
| Jahr | 1. Wahlgang       | 1. Wahlgang       | 1. Wahlgang | 2. Wahlgang       | 2. Wahlgang       | 2. Wahlgang | Sitze insgesamt | Sitze insgesamt | Anmerkungen |
| Jahr | Stimmen (absolut) | Stimmen (relativ) | Sitze       | Stimmen (absolut) | Stimmen (relativ) | Sitze       | absolut         | relativ         | Anmerkungen |
| ---- | ----------------- | ----------------- | ----------- | ----------------- | ----------------- | ----------- | --------------- | --------------- | ----------- |
| 2022 | 964.868           | 4,24 %            | 0           |                   |                   |             | 0/577           | 0,00 %          |             |

### Europawahl 2024
Für die Europawahl 2024 wurde Marion Maréchal als Spitzenkandidatin aufgestellt. Reconquête erzielte bei der Wahl 5,47 % der Stimmen (entspricht 1.353.127 Stimmen) und sandte mit Marion Maréchal, Sarah Knafo, Guillaume Peltier, Micolas Bay und Laurence Trochu fünf Vertreter in das Europaparlament. Bis auf Knafo wurden alle gewählten Abgeordneten nach der Europawahl aus der Partei ausgeschlossen (siehe Nationalratswahl 2024). Reconquête gründete mit anderen Politikern rechtsextremer Parteien die Fraktion Europa der Souveränen Nationen, in der nun Sarah Knafo als Vizepräsidentin sitzt. Die vier ausgeschlossenen Parlamentarier sind der Fraktion Europäische Konservative und Reformer beigetreten.

### Nationalversammlung 2024
Im Vorfeld der Wahlen zur Nationalversammlung riefen vier der fünf neugewählten Abgeordneten zum europäischen Parlament (Maréchal, Bay, Peltier – diese auch als Vizepräsidenten der Partei – und Trochu) dazu auf, bei der Nationalratswahl das Rassemblement National zu unterstützen.
Zemmour wertete dies als ein Verstoß gegen die Parteistatuten und kündigte den Parteiausschluss der vier an.
Bei den Wahlen am 30. Juni 2024 erzielte die Partei nur noch 240.006 Stimmen (0,7 % der Stimmen) und konnte mit keinen Kandidaten in die zweite Wahlrunde einziehen.